# Patrick Holohan
Patrick "Paddy" Holohan (nascido em 03 de maio de 1988), é ex lutador de MMA que competia na divisão Peso Mosca do Ultimate Fighting Championship. Um concorrente de MMA profissional desde 2007, Holohan também competiu na promoção Cage Contender e era um concorrente no The Ultimate Fighter 18.

## Ultimate Fighting Championship
Depois de uma carreira de sucesso na Irlanda, foi revelado em agosto de 2013, que Holohan foi selecionado para ser um participante no The Ultimate Fighter 18. Ele enfrentou Josh Hill para sua luta para chegar na casa. Holohan foi posto várias vezes para baixo e não tinha resposta para o jogo superior de Hill e acabou perdendo por decisão.
Holohan fez sua estréia oficial no UFC contra Josh Sampo em 19 de julho de 2014, no UFC Fight Night: McGregor vs. Brandão. Holohan ganhou a luta através de uma finalização (estrangulamento) na metade do primeiro round.
Holohan foi programado para enfrentar Louis Gaudinot em 4 de Outubro de 2014, no UFC Fight Night 54. No entanto, Gaudinot retirou-se da luta devido a uma lesão e foi substituído pelo estreante promocional Chris Kelades. Holohan perdeu a luta por unanimidade. O desempenho de ambos os participantes consagrou-se como a luta da noite.
Holohan enfrentou Shane Howell em 18 de Janeiro de 2015, no UFC Fight Night 59.  Holohan venceu a luta por decisão unânime.
Holohan enfrentou Vaughan Lee em 18 julho de 2015, no UFC Fight Night 72.  Ele venceu a luta por decisão unânime.
Holohan enfrentou Louis Smolka, em 24 de outubro de 2015, no UFC Fight Night: Holohan vs. Smolka. Após dominar o começo do primeiro round, holohan caiu de produção e foi dominado por smolka e sucumbiu a um mata-leão restando 51 segundos para o fim do segundo round.

### Aposentadoria
Holahan anunciou em 25 de Abril de 2016 sua aposentadoria devido a problemas de saúde.

## Campeonatos e realizações
- Ultimate Fighting Championship
  - Luta da Noite (Uma vez) vs. Chris Kelades[17]

## Cartel no MMA
| Cartel no MMA   |             |            |
| 15 lutas        | 12 vitórias | 2 derrotas |
| Por nocaute     | 1           | 0          |
| Por finalização | 8           | 1          |
| Por decisão     | 3           | 1          |
| Empates         | 1           | 1          |

| Res.    | Cartel | Oponente          | Método                             | Evento                                    | Data       | Round | Tempo | Local                        | Notas                  |
| ------- | ------ | ----------------- | ---------------------------------- | ----------------------------------------- | ---------- | ----- | ----- | ---------------------------- | ---------------------- |
| Derrota | 12-2-1 | Louis Smolka      | Finalização (mata leão)            | UFC Fight Night: Holohan vs. Smolka       | 24/10/2015 | 2     | 4:09  | Dublin, Irlanda              |                        |
| Vitória | 12-1-1 | Vaughan Lee       | Decisão (unânime)                  | UFC Fight Night: Bisping vs. Leites       | 18/07/2015 | 3     | 5:00  | Glasgow                      |                        |
| Vitória | 11–1–1 | Shane Howell      | Decisão (unânime)                  | UFC Fight Night: McGregor vs. Siver       | 18/01/2015 | 3     | 5:00  | Boston, Massachusetts        |                        |
| Derrota | 10–1–1 | Chris Kelades     | Decisão (unânime)                  | UFC Fight Night: MacDonald vs. Saffiedine | 04/10/2014 | 3     | 5:00  | {CANb}} Halifax, Nova Scotia | Luta da noite.         |
| Vitória | 10–0–1 | Josh Sampo        | Finalização (mata-leão)            | UFC Fight Night: McGregor vs. Brandão     | 19/07/2014 | 1     | 3:06  | Dublin                       | Estreia no Peso Mosca. |
| Vitória | 9–0–1  | Artemij Sitenkov  | Finalização (triângulo)            | Cage Contender 14                         | 21/07/2012 | 1     | 2:50  | Dublin, Irlanda              |                        |
| Vitória | 8–0–1  | Damien Rooney     | Nocaute (soco e chute na cabeça)   | Cage Contender 13                         | 28/04/2012 | 1     | 1:01  | Belfast                      |                        |
| Vitória | 7–0–1  | Neil McGuigan     | Finalização (mata-leão)            | Chaos FC 9                                | 03/09/2011 | 1     | 2:46  | Derry                        |                        |
| Vitória | 6–0–1  | Steve McCombe     | Decisão (unânime)                  | Cage Contender 8                          | 12/03/2011 | 3     | 5:00  | Dublin                       |                        |
| Empate  | 5–0–1  | Neil McGuigan     | Empate                             | Chaos FC 8                                | 12/02/2011 | 3     | 5:00  | Derry                        |                        |
| Vitória | 5–0    | Andreas Lovbrand  | Finalização (kimura com triângulo) | KO - The Fight Before Christmas 3         | 03/12/2010 | 1     | 2:03  | Dublin                       |                        |
| Vitória | 4–0    | Milan Kovach      | Finalização (mata-leão)            | Cage Contender 5                          | 24/07/2010 | 1     | 4:58  | Dublin                       |                        |
| Vitória | 3–0    | Ritchie Ivory     | Finalização (mata-leão)            | Ring of Combat 26                         | 29/05/2010 | 1     | 0:00  | Waterford                    |                        |
| Vitória | 2–0    | Michael Daboville | Finalização (triângulo)            | Pancrase Fighting Championship 2          | 17/04/2010 | 1     | 4:37  | Marseille                    |                        |
| Vitória | 1–0    | Shane Bane        | Finalização (triângulo)            | ROT7 - The Next Level                     | 28/07/2007 | 2     | N/A   | Dublin                       |                        |

### Cartel no TUF
| Result | Record | Opponent  | Method                | Event                                           | Date                          | Round | Time | Location          | Notes             |
| ------ | ------ | --------- | --------------------- | ----------------------------------------------- | ----------------------------- | ----- | ---- | ----------------- | ----------------- |
| Loss   | 0–1    | Josh Hill | Decisão (majoritária) | The Ultimate Fighter: Team Rousey vs. Team Tate | 04/09/2013 (data de exibição) | 2     | 5:00 | Las Vegas, Nevada | Luta eliminatória |